# Clayton Kershaw
Clayton Edward Kershaw (* 19. März 1988 in Dallas, Texas) ist ein US-amerikanischer Baseballspieler auf der Position des Pitchers bei den Los Angeles Dodgers in der Major League Baseball (MLB). Er spielte zum ersten Mal in der MLB im Alter von 20 Jahren und war 2008 der jüngste Pitcher der MLB.

## Karriere

### High School und College
Kershaw besuchte die Highland Park High School und spielte dort Baseball. Dort erzielte er eine Bilanz von 13-0 und warf dabei beinahe ein perfektes Spiel. In USA Today wurde er zum High-School-Spieler des Jahres ernannt. Im MLB Draft 2006 wurde Kershaw an siebter Stelle von den LA Dodgers ausgewählt und erhielt dafür eine Bonuszahlung von 2,3 Millionen Dollar.

### Als Profi
Im Jahr 2008 unterzeichnete Kershaw einen Vertrag mit den Los Angeles Dodgers. Mit 20 Jahren war er der jüngste Spieler in der MLB. Er gewann sein erstes Spiel gegen die Washington Nationals. Am 17. Mai 2009 warf er gegen die Miami Marlins einen No-Hitter durch sieben innings. Im Jahr 2011 wurde er zum 2011 MLB-"All-Star"-Spiel gewählt. Zwischen 2009 und 2013 gewann er etliche Preise (siehe Info-Box), unter anderem auch zweimal (2011, 2013) den Warren Spahn Award für den besten Linkshänder-Pitcher der MLB.
2012 wurde der zwischen Kershaw und den Dodgers bestehende Vertrag um zwei Jahre verlängert und mit 19 Millionen US$ ausgestattet, im Januar 2014 wurde er um weitere sieben Jahre verlängert und mit 215 Millionen US$ (158 Millionen €) dotiert. Das durchschnittliche Jahresgehalt (30,7 Millionen) des Siebenjahresvertrags ist das höchste der MLB-Geschichte. Mit dem Vertrag wurde auch die bisherige Höchstsumme von 180 Millionen US$ für Justin Verlander über sieben Jahre aus dem Jahr 2013 überboten. Das Jahresgehalt ist ferner höher als die bisherigen Spitzenwerte für Roger Clemens (20 Mio$, 2007) und Alex Rodríguez (275 Mio$ für 10 Jahre, 2007). Ende 2022 unterschrieb bei den Dodgers einen 1-Jahres-Vertrag für seine sechzehnte Saison über 20 Millionen US$.

### Wurfstil
Sein Wurf-Repertoire beinhaltet einen four-seam Fastball, den er ungefähr 94 mph (151 km/h) wirft, einen two-seam Fastball mit 92 mph (148 km/h), einen Slider mit 84 mph (135 km/h), einen 12-6 Curveball mit 74 mph (119 km/h), und einen Circle Change mit 83 mph (134 km/h). Seine Wurfauswahl besteht dabei zu 66 % aus dem Fastball und zu 25 % aus dem Slider. Die anderen Würfe benutzt er nur in besonderen Spielsituationen.

### Auszeichnungen
Während seines letzten Schuljahrs erregte Clayton bereits die Aufmerksamkeit der Presse. Er war ein Gatorade-Nationalspieler des Jahres 2006 und USA Today ernannte ihn zum High-School-Spieler des Jahres.
2011 hatte Kershaw eine hervorragende Saison. Mit den meisten Siegen (21), der niedrigsten ERA (2.28) und den meisten Strikeouts (248) der MLB hat er die Pitching Triple Crown errungen. Die Baseballpresse der USA hat ihm den Cy Young Award verliehen und die Clubmanager & Trainer zeichnete ihn für sein Pitching mit dem Golden Glove aus.

## Persönliches
Clayton wuchs unter anderem mit dem Quarterback der Los Angeles Rams Matthew Stafford und dem Closer der Anaheim Angels Jordan Walden in Dallas auf.
Er ist gläubiger Christ und Mitglied der Methodistenkirche. Am 4. Dezember 2010 heiratete er seine langjährige Freundin Ellen Melson.
Clyde Tombaugh (1906–1997), der Entdecker des Zwergplaneten Pluto, war ein Verwandter von Clayton Kershaw.